# Бакино (Вологодская область)
Бакино — деревня в Белозерском районе Вологодской области.
Входит в состав Гулинского сельского поселения, с точки зрения административно-территориального деления — в Гулинский сельсовет.
Расстояние по автодороге до районного центра Белозерска составляет 44 км, до центра муниципального образования деревни Никоновская — 14 км. Ближайшие населённые пункты — Горка-2, Максимово, Паутово.
Население по данным переписи 2002 года — 6 человек.